# Nota dell'orefice
La nota dell'orefice (in inglese Goldsmith's note) è una fede di deposito e concedeva il diritto di riottenere in cambio l'oro depositato.

## Storia
Questo strumento nacque a Londra, all'incirca nel XVII secolo. Per ragioni di sicurezza, orefici e banchieri toscani e lombardi che erano presenti a Londra usarono il sistema di detenere le monete auree e rilasciare la fede di deposito. Quest'ultima rappresentava di fatto carta moneta che potesse essere riconvertita in oro.

## Evoluzione dell'istituto
Il passaggio successivo avvenne con la circolazione tra il pubblico delle fedi di deposito e il loro scambio con soggetti terzi, come mezzo di pagamento. Il punto d'arrivo è da ritrovarsi nelle banche di emissione che ricevano metallo prezioso dal pubblico e davano in cambio banconote che certificassero la ricevuta dell'oro.
Importante il riferimento alla sterlina britannica o pound.